# Sky Brown
Sky Brown (en japonès: スカイ・ブラウン; Miyazaki, 12 de juliol de 2008) és una skater anglojaponesa. És la skater professional més jove del món i també va guanyar el programa de televisió estatunidenc Dancing with the Stars: Junior.

## Biografia
Sky Brown va néixer a la ciutat japonesa de Miyazaki. La seva mare és japonesa i el seu pare és britànic. El seu nom japonès és Sukai.
El seu pare va viure als Estats Units abans de mudar-se al Japó. Brown viu a Miyazaki, però resideix la meitat de l'any als Estats Units. La seva família practica el patinatge de monopatí i ja a l'escola bressol disposava d'un parc de patinatge. Ara té una rampa a casa car no hi ha parcs de patinatge a la ciutat de Takanabe. A més de practicar l'skateboarding, Brown està interessada en el surf i s'aixeca a les 5 dels matí per a surfejar.
Brown no té un entrenador de monopatí, sinó que aprèn trucs a través de vídeos de YouTube. De vegades practica amb Shaun White, guanyador olímpic en surf de neu. Brown està patrocinada per Nike, fet que la converteix en l'atleta patrocinada per Nike més jove del món. Va aparèixer en una campanya publicitària d'aquesta marca al costat de Serena Williams i Simone Biles. També compta amb el suport d'Almost Skateboards i Skateistan. Té més de 602.000 seguidors a Instagram i més de 29 milions de visites a YouTube. Als 10 anys, Brown es va convertir en la patinadora professional més jove del món.
El 2016, amb 8 anys, Brown va participar al Vans US Open, convertint-se en la persona més jove en competir-hi. El 2017, va quedar en segon lloc en les Finals Continentals Asiàtiques i va acabar entre les 10 primeres de la Serie Vans Park de 2018. El 2018 va guanyar el programa de televisió Dancing with the Stars: Junior.
El febrer de 2019, va guanyar l'esdeveniment Simple Session a Tallin, Estònia. El març de 2019, va anunciar que competiria per Gran Bretanya, havent dit anteriorment que competiria pel Japó. El 2019, va quedar tercera en el Campionat del Món de Skateboarding i es va convertir en la primera dona en aconseguir un frontside 540 als X Games, acabant cinquena. Va quedar tercera al Campionat del Món de Skateboarding Park 2020 al Brasil.